# Northeast Piscataquis
Northeast Piscataquis es un territorio no organizado ubicado en el condado de Piscataquis en el estado estadounidense de Maine. En el Censo de 2010 tenía una población de 273 habitantes y una densidad poblacional de 0,06 personas por km².

## Geografía
Northeast Piscataquis se encuentra ubicado en las coordenadas 45°55′4″N 69°6′16″O / 45.91778, -69.10444. Según la Oficina del Censo de los Estados Unidos, Northeast Piscataquis tiene una superficie total de 4713.23 km², de la cual 4423.38 km² corresponden a tierra firme y (6.15%) 289.83 km² es agua.

## Demografía
Según el censo de 2010, había 273 personas residiendo en Northeast Piscataquis. La densidad de población era de 0,06 hab./km². De los 273 habitantes, Northeast Piscataquis estaba compuesto por el 99.27% blancos, el 0% eran afroamericanos, el 0% eran amerindios, el 0% eran asiáticos, el 0% eran isleños del Pacífico, el 0% eran de otras razas y el 0.73% pertenecían a dos o más razas. Del total de la población el 0% eran hispanos o latinos de cualquier raza.